# Oliver Bantle
Oliver Bantle (geboren 1962) ist ein deutscher Autor und Journalist.
Oliver Bantle, geboren in Baden-Württemberg, arbeitete als Hörfunkreporter für den Südwestfunk, als Redaktionsleiter der Dresdner Neuesten Nachrichten und als Redakteur der Süddeutschen Zeitung. Er war der erste Nachrichten- und Politikchef von Süddeutsche.de. Er lebt als Autor und Lektor in Freiburg im Breisgau.  Sein Romandebüt Yofi oder Die Kunst des Verzeihens erscheint in fünf Sprachen.

## Werke
- Der Kleine Halbmond, Verlag Helga Niessen, Karlsruhe, 1985, ISBN 978-3-9240760-7-8
- Yofi oder Die Kunst des Verzeihens, Bloomsbury Berlin, Berlin 2007, ISBN 978-3-8270-0714-8
- Yofi oder Die Kunst des Verzeihens, (Neuausgabe) Tigerbaum Freiburg 2012, ISBN 978-3-9815172-0-0
- Wolfs letzter Tag – Ein Lebenskunst-Roman, Tigerbaum Freiburg, 2014, ISBN 978-3-9815172-8-6

| Personendaten    | Personendaten                  |
| ---------------- | ------------------------------ |
| NAME             | Bantle, Oliver                 |
| ALTERNATIVNAMEN  | Bante, Oliver                  |
| KURZBESCHREIBUNG | deutscher Autor und Journalist |
| GEBURTSDATUM     | 1962                           |